# 杜心如
杜心树（1897年1月10日—1961年），字心如、又字涟清，别名定贤，乳名元卿，湖南省湘乡县甘棠宁家大塘（今双峰县甘棠镇宁家村）人。国民革命军中将，黄埔一期，曾任国防部保安局局长、国防部测量局局长。

## 生平
生于河南鲁山。鲁山县立高等小学肄业，后随父去江苏、北京就读于苏州英华高小、北京崇德中学、河南讲武学校测量科、中州法政专门学校预科毕业。任县公所文牍，河南陆军无线电话队教官、长葛县武装警察队队长、河南督军公署副官等。1924年2月，由李大钊、何孟雄介绍加入中国国民党；1924年5月考入黄埔军校第一期。毕业后，在大本营军政部测量局任职。1927年任广东陆军测量学校教育组长。1928年秋入日本陆军士官学校第十七期步科、日本陆军经理学校、日本陆军大学学习。1932年初回国任国民政府军事委员会参谋本部军学编译处编纂员，参与筹建复兴社，任复兴社中央干事会干事、“革命军人同志会”（书记潘佑强）干事。为“复兴社十三太保”之一。蒋介石派杜心如、郑介民、滕杰等一行七人组成军事考察团赴德、意两国调研法西斯体制。归国后任《军事杂志》社总编辑、接替桂永清任复兴社军事处处长。1936年1月20日任训练总监部国民军事教育处处长。1936年2月3日授少将。
抗日战争爆发后，1938年2月任军事委员会军训部国民军训教育处处长兼中央国民军训委员会委员、改任军政部兵役署副署长、国民政府军事委员会政治部第二厅副厅长、厅长，主管国民兵军训。1945年8月入陆军大学将官班甲级第三期学习，学制3个月。
1946年6月22日任国防部保安局局长，负责全国保安警察工作。1946年当选国民大会代表。由于國防部新聞局、国防部保安局合并为国防部政工局，1948年6月调任国防部测量局局长。1948年9月22日晋升中将。1949年赴台。

## 家人
父杜黻博，江南将弁学堂毕业，曾任陆军少校，赏戴五品蓝翎。